# The Wrong Missy
The Wrong Missy är en amerikansk komedifilm från 2020. Filmen är regisserad av Tyler Spindel, och manus är skrivit av Chris Pappas och Kevin Barnett.
Filmens hade svensk premiär 13 maj 2020.

## Handling
Filmen handlar om en man som tror sig träffat sin drömkvinna. Han erbjuder kvinnan att komma med på en jobbresa till Hawaii. När kvinnan dyker upp upptäcker han att den kvinna som han utväxlat sms med i själva verket är samma kvinna som han träffat på en katastrofal blinddejt.

## Rollista (i urval)
- David Spade - Tim Morris
- Lauren Lapkus - Missy
- Geoff Pierson
- Sarah Chalke
- Molly Sims - Missy
- Nick Swardson - Nate
- Jackie Sandler
- Chris Witaske - Rich
- Roman Reigns